# E10
|  | No s'ha de confondre amb E010. |

La ruta europea E10 és una carretera que forma part de la Xarxa de carreteres europees. Comença a Å població situada a les Illes Lofoten (Noruega) i finalitza a Luleå (Suècia). Té una longitud de 924 km.
Té una orientació d'est a oest i travesa per les nacions de Noruega i Suècia.

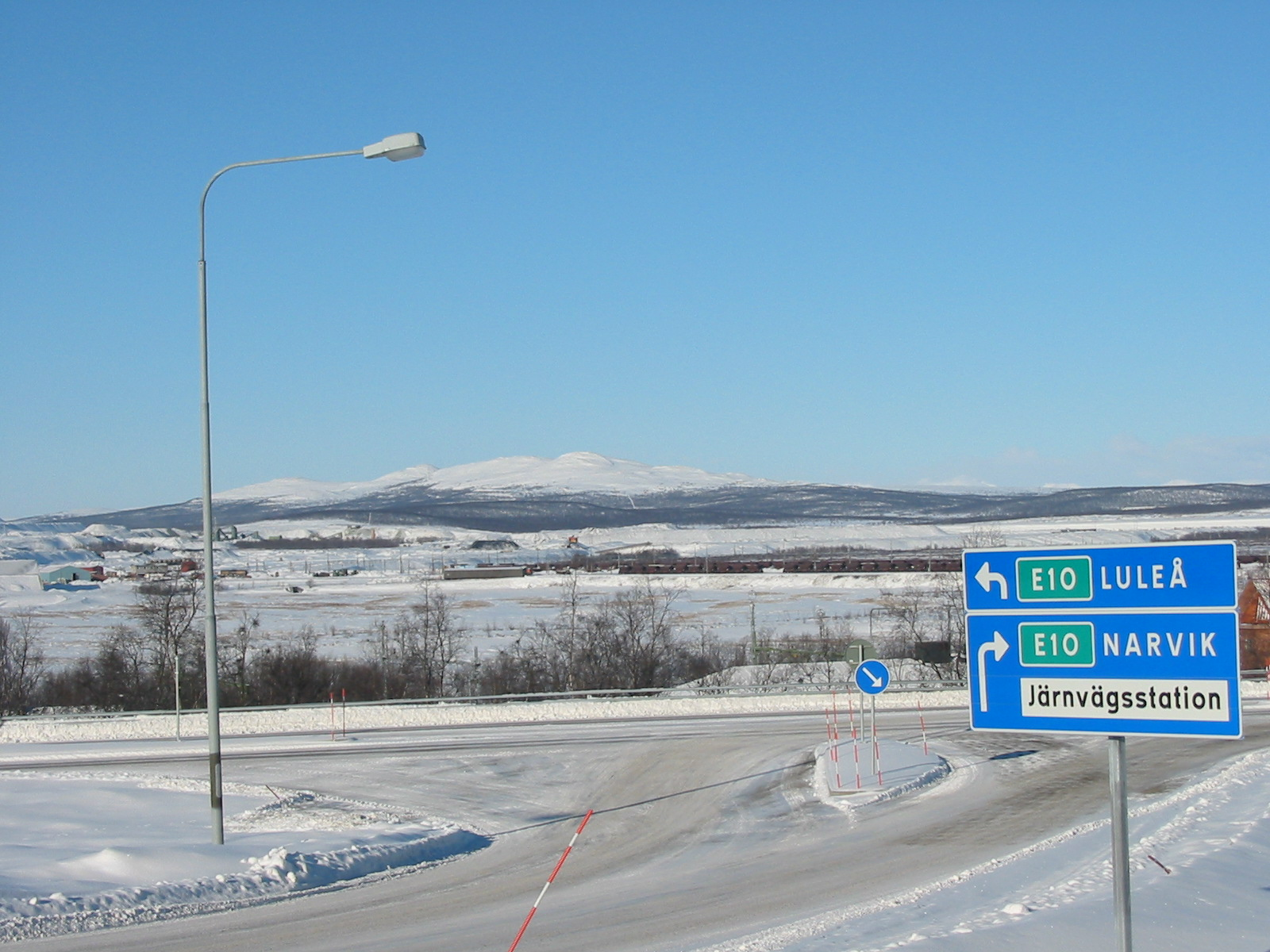
Ruta europea E10 prop de Kiruna.